# Thelidium parvulum
Thelidium parvulum är en lavart som beskrevs av Arnold. Thelidium parvulum ingår i släktet Thelidium och familjen Verrucariaceae.   Inga underarter finns listade i Catalogue of Life.